# گوییدو استامپاکیا
گوییدو استامپاکیا (به ایتالیایی: Guido Stampacchia) (زاده ۲۶ مارس ۱۹۲۲ در ناپل – درگذشته ۲۷ آوریل ۱۹۷۸ در پاریس) ریاضیدان اهل ایتالیا بود.

## زندگی و کارنامه
وی از سال ۱۹۴۰ در مدرسه عالی نرمال پیزا تحصیلاتش را آغاز کرد و پس از آنکه چندی برای ایتالیا جنگید در سال ۱۹۴۰ با بورسیه ای به دانشگاه ناپل رفت و در آنجا تحت سرپرستی لئونیدا تونلی درجه دکتری ریاضیات را دریافت کرد. در سال ۱۹۴۹ به درجه استادیاری در دانشگاه ناپل رسید و در ۱۹۵۱ درجه شایستگی را به دست آورد. سپس در دانشگاه پالرمو و جنووا به کار پرداخت و سرانجام در دانشگاه ناپل به درجه استادی تمام رسید. پس از آن به دانشگاه رم رفت و در ۱۹۷۰ در دانشگاه پیزا به کار مشغول شد. 
استامپاکیا دستاوردهای فراوانی در زمینه کاریش آنالیز ریاضی و حساب تغییرات دارد و مدال استامپاکیا در این زمینه ها به افتخار وی به پژوهشهای برتر داده میشود. او برای نمونه قضیه لاکس-میلگرام را تعمیم داد و سپس این تعمیم را به همراه ژان لویی لیون به صورت نظریه ای مجرد در آورد.   

## آثار
- with David Kinderlehrer: An introduction to variational inequalities and their application, Academic Press 1980, SIAM Press 2000
- Équations elliptiques du second ordre à coefficients discontinus , Presse de l'Université de Montréal, 1966
- con Jaurès P. Cecconi Lezioni di analisi matematica, 2 volumi, Napoli, Liguori, 1974, 1980